# Daniela Melchior
Daniela Melchior, född 1 november 1996 i Almada, Portugal, är en portugisisk skådespelare. Hon gjorde engelskspråkig filmdebut som Ratcatcher 2 i DC Extended Universe-filmen (DCEU) The Suicide Squad (2021).

## Biografi
Melchior började sin karriär 2014 med flera portugisiska film- och TV-produktioner. År 2018 gjorde hon den portugisiska rösten för Spider-Gwen / Gwen Stacy i Spider-Man: Into the Spider-Verse. I augusti 2021 gjorde hon debut i en engelskspråkig film när hon spelade rollen som Cleo Cazo / Ratcatcher 2 i The Suicide Squad. I mars 2021 blev det klart att Melchior spelar en av rollerna i Fast X.

## Filmografi (i urval)
- 2018 – Spider-Man: Into the Spider-Verse (portugisisk dubbning)[7]
- 2019 – Parque Mayer
- 2021 – The Suicide Squad
- 2022 – Assassin Club
- 2023 – Marlowe
- 2023 – Guardians of the Galaxy Vol. 3
- 2023 – Fast X
- 2024 – Road House
- 2025 – Anaconda

## Utmärkelser och nomineringar

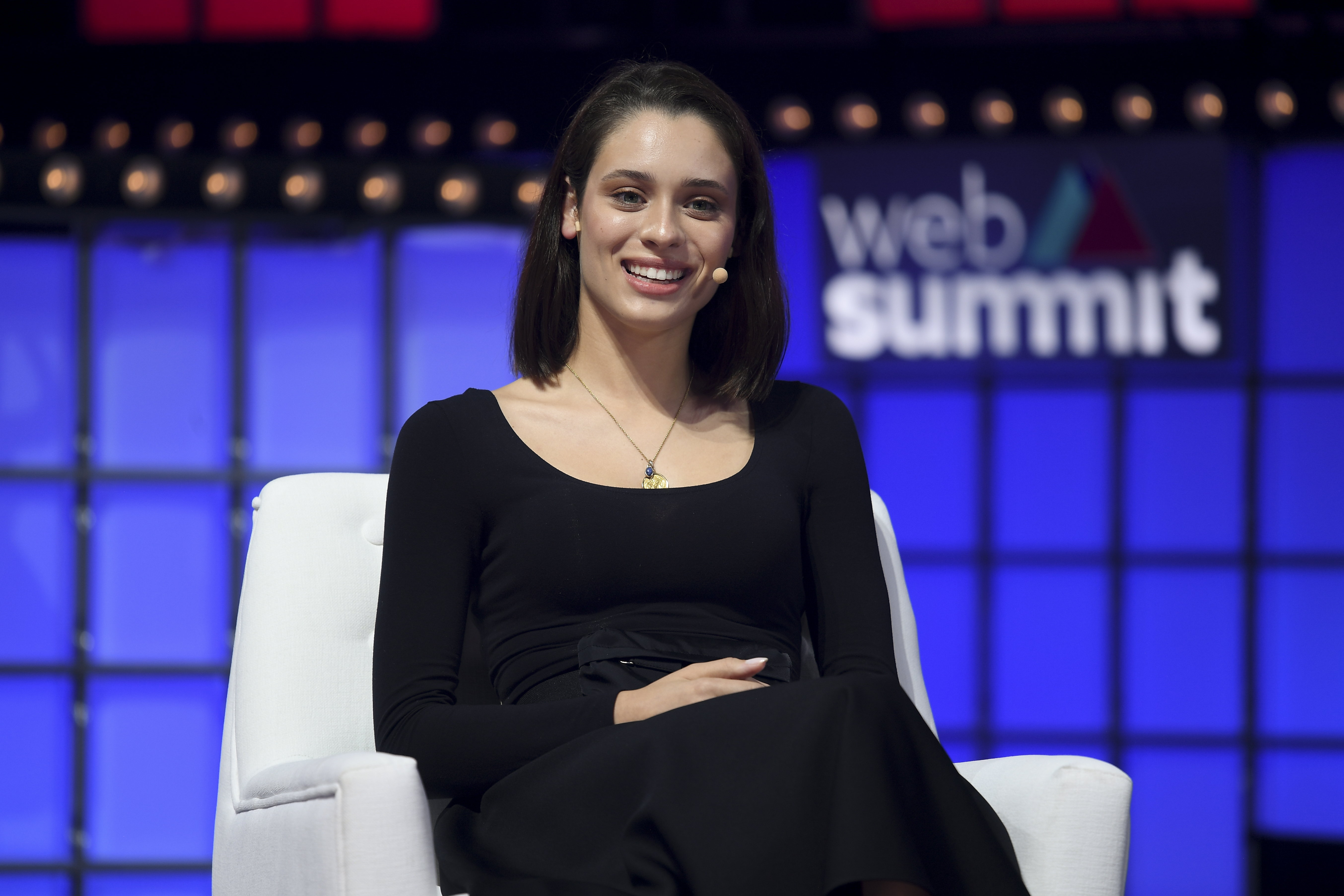
Daniela Melchior på Web Summit 2021.

| År   | Pris                     | Kategori      | Nominerat verk    | Resultat  |
| ---- | ------------------------ | ------------- | ----------------- | --------- |
| 2019 | Sophia Awards            | Best Actress  | Parque Mayer      | Nominerad |
| 2021 | Golden Globes (Portugal) | Best Newcomer | The Suicide Squad | Nominerad |